# جيلتون ألميدا
جيلتون جيسوس ألميدا جونيور (بالإنجليزية: Jailton Jesus Almeida Júnior؛ مواليد 28 يونيو 1991) هو مُقاتل فنون قتالية مختلطة برازيلي. يُنافس في الوزن الثقيل في يو إف سي. اعتبارًا من 24 يونيو 2025، يحتل المركز 5 في تصنيفات يو إف سي للوزن الثقيل.

## الخلفية
ألميدا هو ابن لوالدين مطلقين. لديه 11 شقيقًا وشقيقًا، اختفى شقيقه الأكبر ألكسندر بعد يوم واحد من تورطه مع عصابة إجرامية ولم يُشاهد مرة أخرى.

## مسيرته في فنون القتال المختلطة

### بدايته
في بداية مسيرته الاحترافية في الفنون القتالية المختلطة، حقق ألميدا رصيد 13–2 في الدائرة الإقليمية البرازيلية.

### سلسلة منافسات دانا وايت
بعد فوزه بلقب معركة الرعد، تمت دعوة ألميدا لمواجهة نصر الدين نصر الدينوف في سلسلة منافسات دانا وايت 39 في 14 سبتمبر 2021. فاز بالنزال عن طريق الإخضاع في الجولة الثانية وحصل على عقد مع يو إف سي.

### يو إف سي
كان من المقرر أن يخوض ألميدا أول نزال له في المنظمة ضد دانيلو ماركيز في 13 نوفمبر 2021، في حدث يو إف سي ليلة القتال 197. ومع ذلك، اضطر ماركيز لإجراء عملية جراحية، لذا تم إعادة جدولة النزال إلى 5 فبراير 2022 في حدث يو إف سي ليلة القتال 200. فاز ألميدا بالنزال عن طريق الضربة الفنية القاضية في الجولة الأولى.

#### الانتقال للوزن الثقيل
في ظهوره الثاني في المنظمة، كان من المقرر أن يواجه ألميدا مكسيم جريشين في 21 مايو 2022، في حدث يو إف سي ليلة القتال 206. ومع ذلك، انسحب جريشين لأسباب غير معلنة في أواخر أبريل. قرر ألميدا الانتقال إلى الوزن ثقيل لمواجهة باركر بورتر. فاز بالقتال عن طريق الإخضاع بالخنق الخلفي العاري في الجولة الأولى.

## البطولات والإنجازات
- يو إف سي
  - أداء الليلة (3 مرات) ضد أنطون توركالج، شامل عبد الرحيموف و‌جيرزينيو روزينسترويك[16][17][18]
- فايت على إم إم أيه
  - بطولة إف أو أن لوزن خفيف الثقيل (مرة واحدة)
- قتال الرعد
  - بطولة الرعد لوزن خفيف الثقيل (مرة واحدة)

## سجل فنون القتال المختلطة
| السجل المهني |        |         |
| 25 نزال      | 22 فوز | 3 خسارة |
| ضربة قاضية   | 8      | 2       |
| إخضاع        | 13     | 0       |
| قرار القضاة  | 1      | 1       |

| النتيجة | السجل | الخصم                               | الطريقة                    | الحدث                                         | التاريخ        | الجولة | الوقت | المكان                                       | الملاحظات                                                                     |
| ------- | ----- | ----------------------------------- | -------------------------- | --------------------------------------------- | -------------- | ------ | ----- | -------------------------------------------- | ----------------------------------------------------------------------------- |
| فاز     | 22–3  | سيرجي سبيفاك                        | ضربة فنية قاضية (باللكمات) | يو إف سي 311                                  | 18 يناير 2025  | 1      | 4:53  | إنغليووود، كاليفورنيا، الولايات المتحدة      | أداء الليلة.                                                                  |
| فاز     | 21–3  | ألكسندر رومانوف                     | إخضاع (خنق خلفي عاري)      | يو إف سي 302                                  | 1 يونيو 2024   | 1      | 2:27  | نيوآرك، نيو جيرسي، الولايات المتحدة          |                                                                               |
| خسر     | 20–3  | كورتيس بلايدز                       | ضربة قاضية (باللكمات)      | يو إف سي 299                                  | 9 مارس 2024    | 2      | 0:36  | ميامي، فلوريدا، الولايات المتحدة             |                                                                               |
| فاز     | 20–2  | ديريك لويس                          | قرار القضاة (بالإجماع)     | يو إف سي ليلة القتال: ألميدا ضد لويس          | 4 نوفمبر 2023  | 5      | 5:00  | ساو باولو، البرازيل                          |                                                                               |
| فاز     | 19–2  | جيرزينيو روزينسترويك                | إخضاع (خنق خلفي عاري)      | يو إف سي على إيه بي سي: روزينسترويك ضد ألميدا | 13 مايو 2023   | 1      | 3:43  | شارلوت، كارولاينا الشمالية، الولايات المتحدة | أداء الليلة.                                                                  |
| فاز     | 18–2  | شامل عبد الرحيموف                   | ضربة فنية قاضية (باللكمات) | يو إف سي 283                                  | 21 يناير 2023  | 2      | 2:56  | ريو دي جانيرو، البرازيل                      | أداء الليلة.                                                                  |
| فاز     | 17–2  | أنطون توركالج                       | إخضاع (خنق خلفي عاري)      | يو إف سي 279                                  | 10 سبتمبر 2022 | 1      | 4:27  | لاس فيغاس، نيفادا، الولايات المتحدة          | نزال في وزن غير محدد (220 رطلاً). أداء الليلة.                                 |
| فاز     | 16–2  | باركر بورتر                         | إخضاع (خنق خلفي عاري)      | يو إف سي ليلة القتال: هولم ضد فييرا           | 21 مايو 2022   | 1      | 4:35  | لاس فيغاس، نيفادا، الولايات المتحدة          | العودة للوزن الثقيل.                                                          |
| فاز     | 15–2  | دانيلو ماركيز                       | ضربة فنية قاضية (باللكمات) | يو إف سي ليلة القتال: هيرمانسون ضد ستريكلاند  | 5 فبراير 2022  | 1      | 2:57  | لاس فيغاس، نيفادا، الولايات المتحدة          |                                                                               |
| فاز     | 14–2  | نصر الدين نصر الدينوف               | إخضاع (خنق خلفي عاري)      | سلسلة منافسات دانا وايت 39                    | 14 سبتمبر 2021 | 2      | 1:49  | لاس فيغاس، نيفادا، الولايات المتحدة          |                                                                               |
| فاز     | 13–2  | إدفالدو دي أوليفيرا                 | إخضاع (خنق خلفي عاري)      | معركة الرعد 24                                | 21 فبراير 2021 | 1      | 3:40  | ساو باولو، البرازيل                          | فاز بلقب بطولة معركة الرعد لوزن خفيف الثقيل.                                  |
| فاز     | 12–2  | إلديمار ألكانتارا                   | إخضاع (خنق مثلث الذراع)    | معركة الرعد 23                                | 11 أكتوبر 2020 | 1      | 4:49  | ساو برناردو دو كامبو، البرازيل               |                                                                               |
| فاز     | 11–2  | ليوناردو أرجيميرو فاسكونسيلوس كوريا | ضربة فنية قاضية (باللكمات) | فيوتشر إف سي 11                               | 17 يناير 2020  | 1      | 1:58  | ساو باولو، البرازيل                          |                                                                               |
| فاز     | 10–2  | إدنالدو أوليفيرا                    | إخضاع (خنق مثلث الذراع)    | فايت أو 6                                     | 13 يوليو 2019  | 2      | 1:51  | سلفادور، البرازيل                            | أول ظهور في وزن خفيف الثقيل. فاز بلقب بطولة إف أو إن لوزن خفيف الثقيل الشاغر. |
| فاز     | 9–2   | ريان تافاريس                        | ضربة فنية قاضية (باللكمات) | إمبراطورية إم إم إيه برو 14                   | 16 مارس 2019   | 1      | 2:34  | فييرا دي سانتانا، البرازيل                   |                                                                               |
| فاز     | 8–2   | إيتالو ناسيمنتو                     | ضربة قاضية (باللكمات)      | بطولة القتال الممتاز 20                       | 23 فبراير 2019 | 1      | 2:05  | لاورو دي فريتاس، البرازيل                    | أول ظهور في الوزن الثقيل.                                                     |
| فاز     | 7–2   | دوغلاس جارسيا                       | إخضاع (خنق خلفي عاري)      | جيه إف فايت إيفولوشن 19                       | 20 أكتوبر 2018 | 1      | 2:30  | جويز دي فورا، البرازيل                       |                                                                               |
| فاز     | 6–2   | ديفيد ألان                          | ضربة فنية قاضية (باللكمات) | فايت أون: التضامن                             | 21 يوليو 2018  | 1      | 1:26  | سلفادور، البرازيل                            |                                                                               |
| خسر     | 5–2   | برونو أسيس                          | قرار القضاة (بالإجماع)     | شوتو البرازيل 80                              | 28 يناير 2018  | 3      | 5:00  | ريو دي جانيرو، البرازيل                      |                                                                               |
| فاز     | 5–1   | أندرسون أوليفيرا دو ناسيمنتو        | إخضاع (خنق خلفي عاري)      | فايت أون 5                                    | 23 سبتمبر 2017 | 1      | 4:16  | سلفادور، البرازيل                            |                                                                               |
| خسر     | 4–1   | تياجو موريرا                        | ضربة قاضية (بلكمة)         | كاتانا فايت 3                                 | 5 أغسطس 2017   | 1      | 0:16  | كولومبو، البرازيل                            |                                                                               |
| فاز     | 4–0   | فاجنر راكشال                        | ضربة فنية قاضية (باللكمات) | فايت أون 4                                    | 1 أبريل 2017   | 2      | 1:15  | سلفادور، البرازيل                            | أول ظهور في الوزن المتوسط.                                                    |
| فاز     | 3–0   | روبرتو بيسبو سيلفا                  | إخضاع (خنق خلفي عاري)      | بطولة القتال المتقاطع 2                       | 16 يناير 2016  | 2      | 1:30  | إيتابونا، البرازيل                           |                                                                               |
| فاز     | 2–0   | ليوناردو ألفيس                      | إخضاع (خنق خلفي عاري)      | بطولة كونكيستا كومبات                         | 17 نوفمبر 2012 | 1      | 0:49  | فيتوريا دا كونكيستا، البرازيل                |                                                                               |
| فاز     | 1–0   | دييغو ريس                           | إخضاع (خنق خلفي عاري)      | نوكاوت إم إم إيه فايت 2                       | 29 سبتمبر 2012 | 1      | غ/م   | إيونابوليس، البرازيل                         | أول ظهور في وزن الوسط.                                                        |

## وصلات خارجية
- جيلتون ألميدا على موقع يو إف سي (الإنجليزية)
- جيلتون ألميدا على موقع شيردوغ (الإنجليزية)
- جيلتون ألميدا على موقع Tapology.com (الإنجليزية)
- جيلتون ألميدا على موقع إي إس بي إن (الإنجليزية)
- جيلتون ألميدا على موقع IMDb (الإنجليزية)